# Корі Столл
Корі Столл (англ. Corey Stoll; 14 березня 1976) — американський актор.

## Біографія
Корі Столл народився 14 березня 1976 року в Нью-Йорку. У 1998 році закінчив Оберлінський коледж, а в 2003 році закінчив Нью-Йоркський університет. У 2004 році він отримав номінацію на премію «Драма Деск» за роль другого плану у п'єсі «Intimate Apparel». Починає з'являтися на телебаченні в телесеріалах: «Поліція Нью-Йорка», «Швидка допомога», «Закон і порядок», «Морська поліція: Спецпідрозділ» і «Гарна дружина». Знімався у таких фільмах, як «Число 23» (2007), «Солт» (2010), «Спадок Борна» (2012).
Першу головну роль зіграв у серіалі «Закон та порядок: Лос-Анджелес». Зіграв роль Ернеста Хемінгуея в фільмі Вуді Аллена «Опівночі в Парижі» (2011), яка принесла йому номінацію на премію «Незалежний дух» за найкращу чоловічу роль другого плану. Проривом у кар'єрі стала роль в серіалі «Картковий будинок» (2013). За неї він номінувався на премії «Золотий глобус» і «Вибір телевізійних критиків» за найкращу чоловічу роль другого плану в драматичному серіалі. Столл зіграв роль лиходія в фільмі «Людина-мураха» (2015).

## Особисте життя
Столл і його подруга, актриса Надя Бауерс, одружилися 21 червня 2015 року.

## Фільмографія
| Рік       |    | Українська назва                  | Оригінальна назва                          | Роль                      |
| --------- | -- | --------------------------------- | ------------------------------------------ | ------------------------- |
| 2001      | кф |                                   | Okenka                                     |                           |
| 2004      | с  | CSI: Місце злочину                | CSI: Crime Scene Investigation             | продавець секс-шопу       |
| 2004      | с  | Усі жінки — відьми                | Charmed                                    | фотограф                  |
| 2004      | с  | Поліція Нью-Йорка                 | NYPD Blue                                  | Мартін Швейс              |
| 2005      | с  | Шпигунка                          | Alias                                      | Саша Коржев               |
| 2005      | с  | 4исла                             | Numb3rs                                    | агент Річер               |
| 2005      | с  | Швидка допомога                   | ER                                         | Тедді Марш                |
| 2005      | с  | C.S.I.: Місце злочину Маямі       | CSI: Miami                                 | Крейг Сіборн              |
| 2005      | ф  | Північна країна                   | North Country                              | Ріккі Сеннетт             |
| 2006      | ф  | Щасливе число Слевіна             | Lucky Number Slevin                        | Саул                      |
| 2006      | тф | Така ж, як я                      | A Girl Like Me: The Gwen Araujo Story      | Джої Марино               |
| 2006      | с  | Закон і порядок                   | Law & Order                                | Джеральд Руані            |
| 2006      | с  | Без сліду                         | Without a Trace                            | Стів Гудман               |
| 2006      | с  | Загін «Антитерор»                 | The Unit                                   | Боббі Керрол              |
| 2006      | с  | Переговорники                     | Standoff                                   | доктор Вейн               |
| 2006      | с  | Дев'ять                           | The Nine                                   | алекс Кент                |
| 2006—2007 | с  | Морська поліція: Спецпідрозділ    | NCIS: Naval Criminal Investigative Service | Мартін Куїнн              |
| 2007      | ф  | Число 23                          | The Number 23                              | сержант Бернс             |
| 2009      | ф  | Короткі інтерв'ю з покидьками     | Brief Interviews with Hideous Men          | суб'єкт 51                |
| 2009      | ф  | П'ятий вимір                      | Push                                       | агент Мак                 |
| 2009      | с  | Життя на Марсі                    | Life on Mars                               | Рассел / детектив Вентура |
| 2009      | с  | Незвичайний детектив              | The Unusuals                               | Льюїс Пауелл              |
| 2009      | с  | Гарна дружина                     | The Good Wife                              | Коллін Грант              |
| 2010—2011 | с  | Закон та порядок: Лос-Анджелес    | Law & Order: Los Angeles                   | детектив Tomas Яружельскі |
| 2010      | ф  | Гелена з весілля                  | Helena from the Wedding                    | Стівен                    |
| 2010      | ф  | Солт                              | Salt                                       | Шнайдер                   |
| 2011      | ф  | Опівночі в Парижі                 | Midnight in Paris                          | Ернест Хемінгуей          |
| 2012      | ф  | Спадок Борна                      | The Bourne Legacy                          | Зів Вендел                |
| 2012      | ф  | Назавжди                          | The Time Being                             | Ерік                      |
| 2012      | ф  | Вікторіана                        | Victoriana                                 | Білл Рассінг              |
| 2013      | ф  | Боже дитя                         | C.O.G.                                     | Карлі                     |
| 2012      | с  | Крістін                           | Christine                                  | Макс                      |
| 2013—2016 | с  | Картковий будинок                 | House of Cards                             | Пітер Руссо               |
| 2013      | ф  | Розшифровка Енні Паркер           | Decoding Annie Parker                      | Сін                       |
| 2014      | ф  | Повітряний маршал                 | Non-Stop                                   | Остін Рейлі               |
| 2014      | ф  |                                   | Glass Chin                                 | Бад Гордон                |
| 2014      | ф  | Далі живіть самі                  | This Is Where I Leave You                  | Пол Альтман               |
| 2014      | ф  | Брехня заради порятунку           | The Good Lie                               | Джек                      |
| 2014      | тф | Звичайне серце                    | The Normal Heart                           | Джон Бруно                |
| 2014      | мс | Американський татусь!             | American Dad!                              | Вінсент Едмондс           |
| 2014      | с  | Чужий серед своїх                 | Homeland                                   | Сенді Бахман              |
| 2014—2015 | с  | Штам                              | The Strain                                 | Єфрем Гудветер            |
| 2015      | ф  | Темні таємниці                    | Dark Places                                | Бен Дей                   |
| 2015      | ф  | Анестезія                         | Anesthesia                                 | Сем                       |
| 2015      | ф  | Людина-мураха                     | Ant-Man                                    | Даррен Кросс / Жовте жало |
| 2015      | ф  | Чорна меса                        | Black Mass                                 | Фред Вайшек               |
| 2018      | ф  | Чайка                             | The Seagull                                | Борис Тригорін            |
| 2018      | ф  | Тачка на мільйон                  | Driven                                     | Бенедикт Тіса             |
| 2021      | ф  | Багато святих Ньюарка             | The Many Saints of Newark                  | Джуніор Сопрано           |
| 2021      | ф  | Вестсайдська історія              | West Side Story                            | лейтенант Шранк           |
| 2021      | с  | Сцени з подружнього життя         | Scenes from a Marriage                     | Пітер (2 серії)           |
| 2023      | ф  | Людина-мураха та Оса: Квантоманія | Ant-Man and the Wasp: Quantumania          | М.О.Д.О.К.                |
| 2023      | ф  | Бунтівний місяць                  | Rebel Moon                                 | Сіндрі                    |